# Erzbistum Kuching
Das Erzbistum Kuching (lateinisch Archidioecesis Kuchingensis) ist eine in Malaysia gelegene römisch-katholische Erzdiözese mit Sitz in Kuching.

## Geschichte
Papst Pius XI. gründete die Apostolische Präfektur Sarawak mit dem Breve Quae rei sacrae am 5. Februar 1927 aus Gebietsabtretungen der Apostolischen Präfektur Labuan und Borneo. Am 14. Februar 1952 wurde sie zum Apostolischen Vikariat erhoben. In den Rang eines Metropolitanerzbistums wurde es am 31. Mai 1976 erhoben.
Teile seines Territoriums verlor es zugunsten der Errichtung folgender Bistümer:
- 19. Dezember 1959 an das Apostolische Vikariat Miri;
- 22. Dezember 1986 an das Bistum Sibu.

## Ordinarien

### Apostolische Präfekten von Sarawak
- Edmund Dunn MHM (5. Februar 1927 – 31. Dezember 1933)
- Luigi Hopfgartner MHM (8. November 1935 – 1949)
- Jan Vos MHM (18. November 1949 – 14. Februar 1952)

### Apostolische Vikare von Kuching
- Jan Vos MHM (14. Februar 1952 – 9. Februar 1968)
- Karl Reiterer MHM (9. Februar 1968 – 30. Dezember 1974)
- Peter Chung Hoan Ting (1975 – 31. Mai 1976)

### Erzbischöfe von Kuching
- Peter Chung Hoan Ting (31. Mai 1976 – 21. Juni 2003)
- John Ha Tiong Hock (21. Juni 2003 – 4. März 2017)
- Simon Poh Hoon Seng (seit 4. März 2017)

### Weihbischöfe in Kuching
- Simon Poh Hoon Seng (2015–2017)[1]

## Statistik
| Jahr | Bevölkerung | Bevölkerung | Bevölkerung | Priester     | Priester         | Priester       | Priester               | Ständige Diakone | Ordensleute  | Ordensleute      | Pfarreien |
| Jahr | Katholiken  | Einwohner   | %           | Gesamtanzahl | Diözesanpriester | Ordenspriester | Katholiken je Priester | Ständige Diakone | Ordensbrüder | Ordensschwestern |           |
| ---- | ----------- | ----------- | ----------- | ------------ | ---------------- | -------------- | ---------------------- | ---------------- | ------------ | ---------------- | --------- |
| 1950 | 12.230      | 546.000     | 2,2         | 29           | 1                | 28             | 421                    |                  |              | 54               | 11        |
| 1969 | 52.700      | 754.598     | 7,0         | 73           | 40               | 33             | 721                    |                  | 52           | 103              | 16        |
| 1980 | 91.960      | 966.000     | 9,5         | 34           | 10               | 24             | 2.704                  |                  | 32           | 83               |           |
| 1990 | 82.620      | 735.000     | 11,2        | 17           | 12               | 5              | 4.860                  |                  | 9            | 63               | 9         |
| 2000 | 123.740     | 850.000     | 14,6        | 19           | 17               | 2              | 6.512                  |                  | 4            | 68               | 9         |
| 2004 | 140.307     | 939.550     | 14,9        | 24           | 18               | 6              | 5.846                  |                  | 10           | 63               | 10        |
| 2013 | 188.725     | 1.199.000   | 15,7        | 33           | 23               | 10             | 5.718                  |                  | 16           | 70               | 12        |